# Scandia Colles
Scandia Colles és un grup de turons del quadrangle Mare Boreum de Mart, situat amb les coordenades planetocèntriques a 70.94 ° latitud N i 255.27 ° longitud E. Té 1.521,68 km de diàmetre i va rebre el nom d'un tret albedo. El nom va ser aprovat per la UAI l'any 1985. El terme "Colles" és utilitzat per turons petits o knobs.